# Alex Frei (Eishockeyspieler)
Alex Frei (* 6. Mai 1993 in Bozen) ist ein ehemaliger italienischer Eishockeyspieler.

## Karriere
Frei begann seine Karriere in der Jugendabteilung des SV Kaltern Eishockey. Mit 16 Jahren kam er erstmals zu einigen Einsätzen in der ersten Mannschaft seines Heimatvereins. In 28 regulären Meisterschaftsspielen brachte es der Stürmer in der Saison 2009/10 auf acht Scorerpunkte (zwei Tore und sechs Assists). Eine Saison später lief er erstmals in den Reihen des Kooperationspartners HC Pustertal auf. Bei seinem ersten regulären Spiel in der Serie A1 am 25. September 2010 mit dem HC Pustertal gegen den SG Pontebba gelangen ihm zwei Treffer. In der Spielzeit 2012/13 spielte er vorwiegend für Ritten Sport in der höchsten italienischen Liga. Nachdem er in der Saison 2013/14 ausgesetzt hatte, stand er in der folgenden Spielzeit zunächst für seinen Stammverein SV Kaltern, der zwischenzeitlich in die Serie A aufgestiegen war, auf dem Eis. Kurz vor Ende der Hauptrunde wechselte er zu Hockey Milano Rossoblu, wo er die letzten beiden Hauptrundenspiele und die Playoffs absolvierte. Im Anschluss stand er fünf Saisonen für Ritten Sport auf dem Eis, mit denen er eine äußerst erfolgreiche Zeit erlebte. Es folgte ein Engagement bei Asiago Hockey, ehe er seine aktive Karriere bei Ritten Sport ausklingen ließ.

### International
Für Italien nahm Frei im Juniorenbereich an den U18-Junioren-Weltmeisterschaften der Division I 2009 und 2011, als er Topscorer und bester Vorbereiter des Turniers war und zudem zum besten Spieler seiner Mannschaft gewählt wurde und der Division II 2010, als er ebenfalls Topscorer und bester Vorbereiter des Turniers war und damit entscheidend zum sofortigen Wiederaufstieg der Italiener in die Division I beitrug, sowie den U20-Weltmeisterschaften der Division I 2011, 2012 und 2013 teil.
Für die Herren-Auswahl der Italiener stand er erstmals bei der Weltmeisterschaft 2015 in der Division I auf dem Eis.

## Erfolge und Auszeichnungen
| - 2011 Sieger Coppa Italia mit dem HC Pustertal - 2016 Italienischer Meister mit Ritten Sport - 2017 Alps-Hockey-League-Gewinn mit Ritten Sport - 2017 Italienischer Meister mit Ritten Sport - 2017 Supercoppa Italiana mit Ritten Sport | - 2018 Italienischer Meister mit Ritten Sport - 2018 Supercoppa Italiana mit Ritten Sport - 2019 Italienischer Meister mit Ritten Sport - 2019 Supercoppa Italiana mit Ritten Sport - 2021 Italienischer Meister mit Asiago Hockey |

### International
- 2010 Aufstieg in die Division I bei der U18-Junioren-Weltmeisterschaft der Division II, Gruppe A
- 2010 Bester Vorlagengeber bei der U18-Junioren-Weltmeisterschaft der Division II, Gruppe A
- 2010 Topscorer bei der U18-Junioren-Weltmeisterschaft der Division II, Gruppe A
- 2011 Bester Vorlagengeber bei der U18-Junioren-Weltmeisterschaft der Division I, Gruppe A
- 2011 Topscorer bei der U18-Junioren-Weltmeisterschaft der Division I, Gruppe A

## Karrierestatistik
| 2009/10                | SV Kaltern Eishockey   | Serie A2               | 28  | 2  | 6  | 8  | 8  | 4  | 0 | 0 | 0 | 0 |
| 2010/11                | HC Pustertal           | Serie A1               | 5   | 2  | 0  | 2  | 12 | 7  | 1 | 3 | 4 | 0 |
| 2010/11                | SC Kaltern Eishockey   | Serie A2               | 30  | 8  | 5  | 13 | 22 | 11 | 5 | 2 | 7 | 4 |
| 2011/12                | HC Pustertal           | Serie A1               | 2   | 0  | 1  | 1  | 0  |    |   |   |   |   |
| 2011/12                | SC Kaltern Eishockey   | Serie A2               | 39  | 12 | 9  | 21 | 36 |    |   |   |   |   |
| 2012/13                | Ritten Sport           | Serie A1               | 27  | 3  | 4  | 7  | 16 | 7  | 0 | 0 | 0 | 4 |
| 2012/13                | SC Kaltern Eishockey   | Serie A2               | 3   | 1  | 0  | 1  | 0  |    |   |   |   |   |
| 2014/15                | SV Kaltern Eishockey   | Serie A                | 35  | 22 | 12 | 34 | 24 |    |   |   |   |   |
| 2014/15                | Hockey Milano Rossoblu | Serie A                | 2   | 0  | 1  | 1  | 0  | 9  | 1 | 2 | 3 | 2 |
| Serie A1 bzw. A gesamt | Serie A1 bzw. A gesamt | Serie A1 bzw. A gesamt | 71  | 27 | 18 | 45 | 52 | 23 | 2 | 5 | 7 | 6 |
| Serie A2 gesamt        | Serie A2 gesamt        | Serie A2 gesamt        | 100 | 23 | 20 | 43 | 66 | 15 | 5 | 2 | 7 | 4 |

(Legende zur Spielerstatistik: Sp oder GP = absolvierte Spiele; T oder G = erzielte Tore; V oder A = erzielte Assists; Pkt oder Pts = erzielte Scorerpunkte; SM oder PIM = erhaltene Strafminuten; +/− = Plus/Minus-Bilanz; PP = erzielte Überzahltore; SH = erzielte Unterzahltore; GW = erzielte Siegtore; 1 Play-downs/Relegation; Kursiv: Statistik nicht vollständig)